# 東南科技大学
東南科技大学（英語: Tungnan University、公用語表記: 東南科技大學）は、新北市深坑区北深路三段152号に本部を置く中華民国の私立大学。1970年創立、2007年大学設置。
台北市立動物園と深坑老街の間に位置し、4学群 19学系 3修士課を設けている。

## 歴史
- 1970年8月28日:東南工業専科学校として開校。電子、機械、電機の3科を開設
- 1972年8月:土木科を増設
- 1982年8月:二年制夜間部土木工程科を新設
- 1983年8月:二年制夜間部機械科を新設
- 1988年8月:二年制夜間部電子科を新設
- 1988年8月:五年制工業工程管理科を新設
- 1989年8月:五年制環境工程科を新設。電気科を電子工程科と改称
- 1990年8月:機械科を機械工程科と改称
- 1991年8月:夜間部二年制工業工程管理科、環境工程科を新設
- 1992年8月:夜間部二年制電機科を新設
- 1993年8月:二年制土木工程科を新設
- 1995年8月:二年制電機工程科、工業工程管理科を新設
- 1998年8月:電子科及び工業管理科の補校設立認可を獲得
- 1999年8月:機械科、電機科、土木科の募集を開始。進修学校に昇格
- 2000年4月19日:東南技術学院と改称

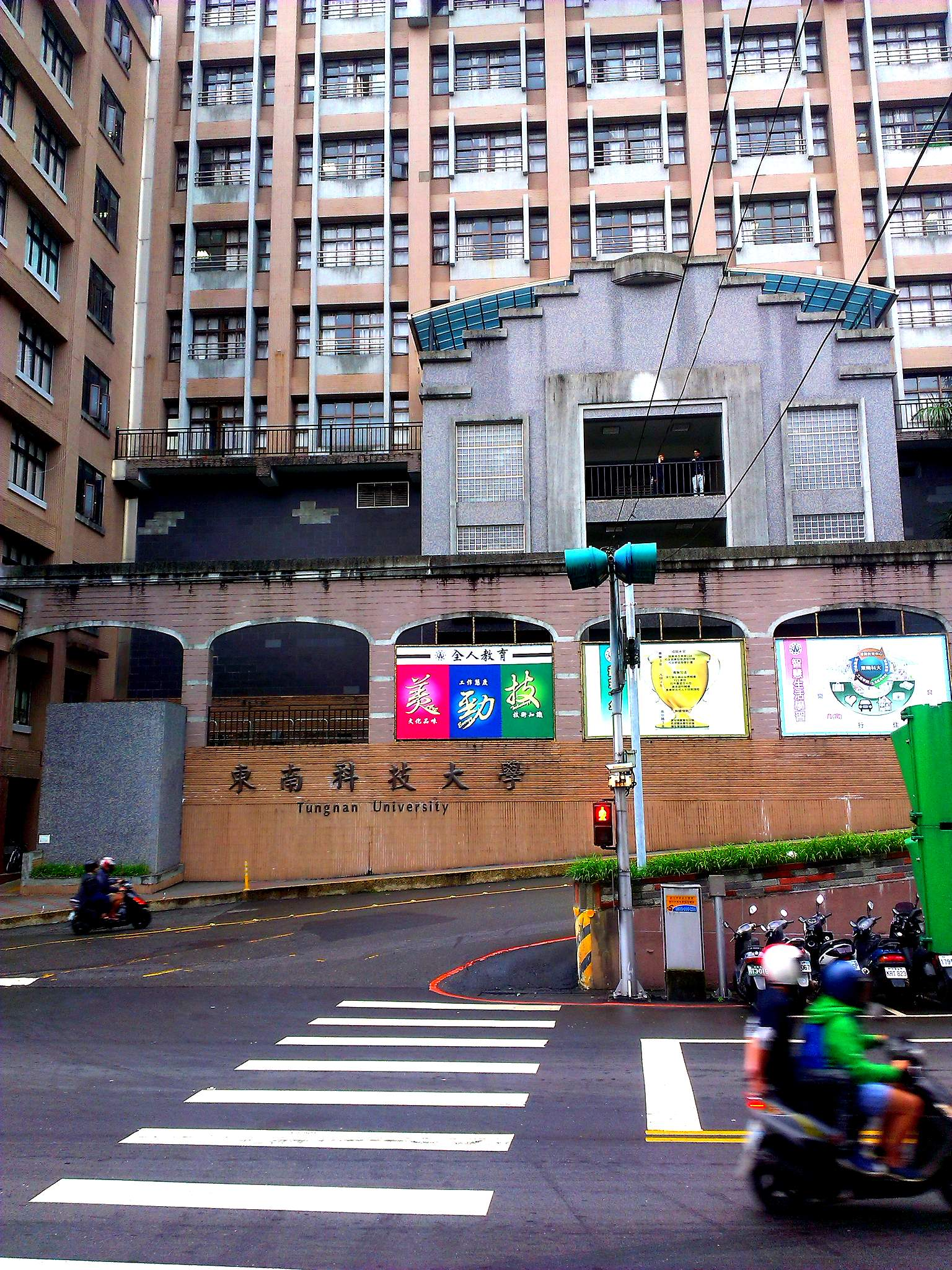
2007年8月1日:東南科技大学と改称
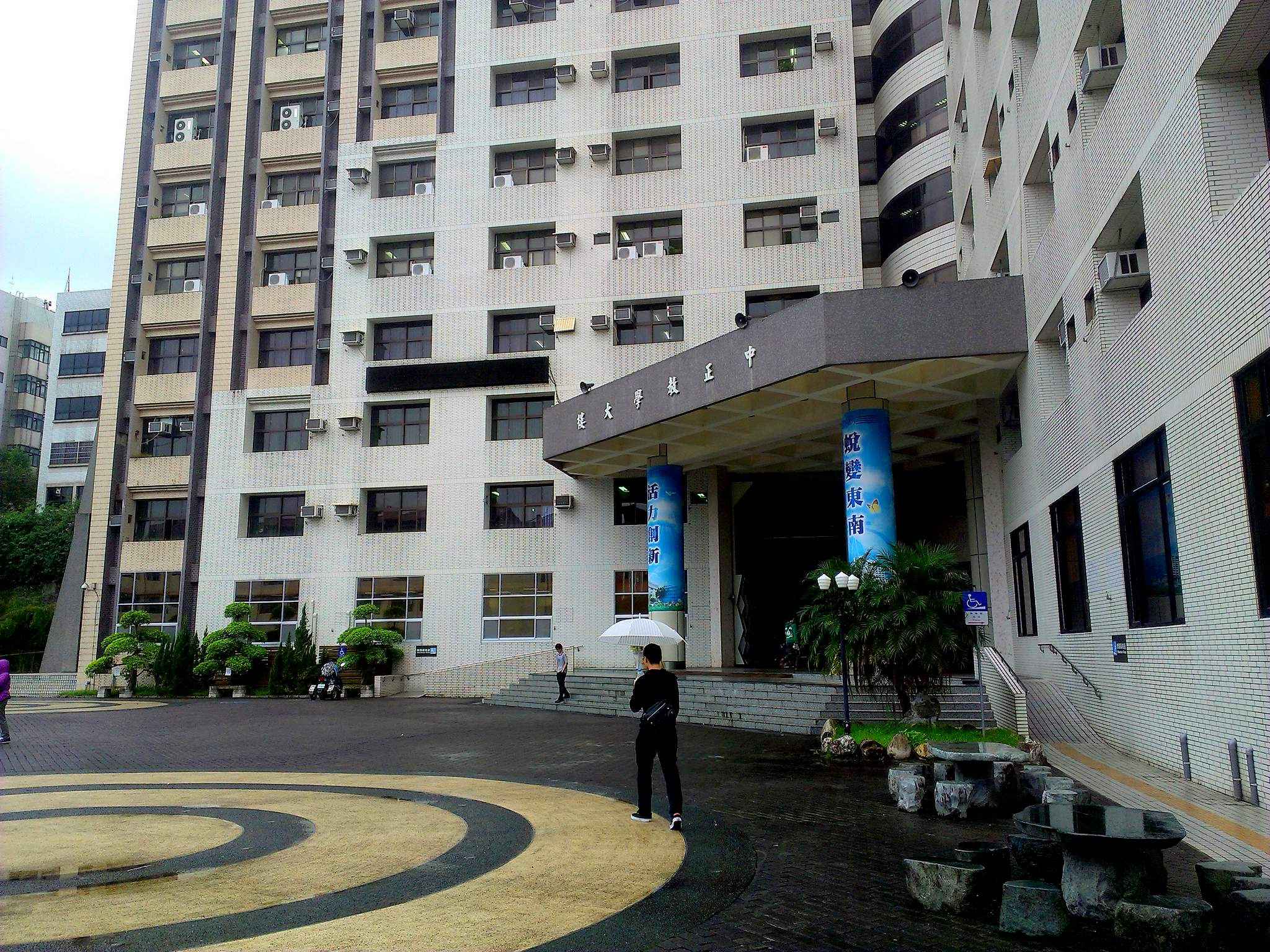
東南科技大学中正教学ビル
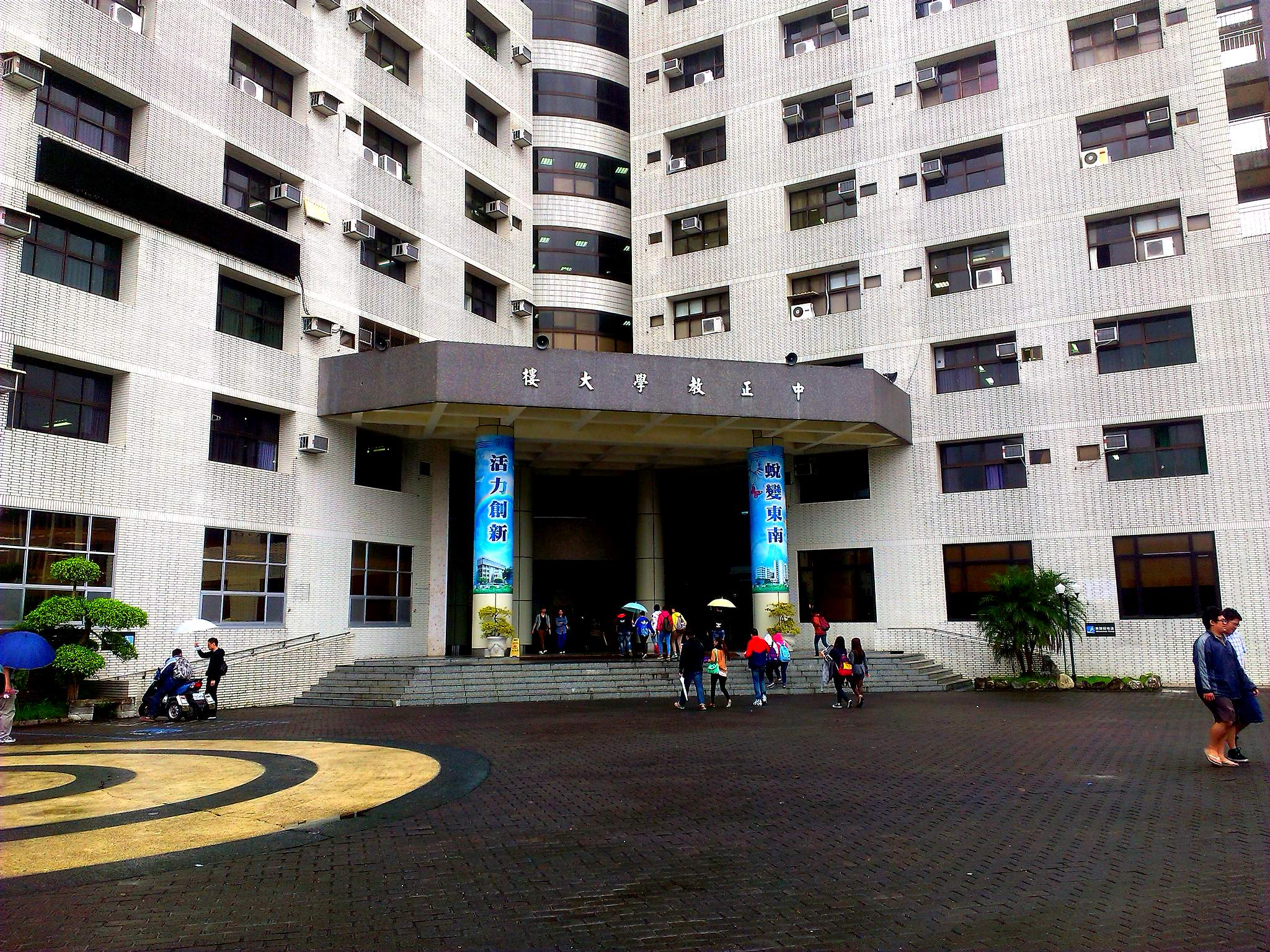
東南科技大学中正教学ビル

## 学部
2021年9月現在
- 工程および電資学院
  - 機械工程系(含車両工程課、修士課程)
  - 営建および空間設計系(含修士課程)
  - 能源および冷凍空調工程系
  - 電子工程系
  - 電機工程系(含修士課程)
  - 資訊科技系

- 観餐休閒および管理学院
  - 餐旅管理系
  - 休閒事業管理系
  - 観光系
  - 応用英語系
  - 産業経営管理研究所
  - 表演芸術系
  - 企業管理系
  - マーケチングおよび流通管理系

- 創新設計学院
  - デジタル媒体設計系
  - 創意産品設計系
  - 室內設計系
  - デジタル遊戲設計系

- 一般教養センター

- 東南科技大学正面入口
- 東南科技大学中正教学ビル
- 東南科技大学中正教学ビル